# جوهانس فستو
جوهانس فستو (بالفنلندية: Johannes Westö)‏ هو لاعب كرة قدم فنلندي في مركز الوسط، ولد في 1 أبريل 1991 في فنلندا. شارك مع منتخب فنلندا تحت 19 سنة لكرة القدم ومنتخب فنلندا تحت 21 سنة لكرة القدم. أما مع النوادي، فقد لعب مع نادي هلسنكي.

## وصلات خارجية
- جوهانس فستو على موقع الاتحاد الأوربي (الإنجليزية)
- جوهانس فستو على موقع قاعدة بيانات كرة القدم.إي يو (الإنجليزية)